# Carina Weiß
Carina Weiß, geb. Kretzschmar, (* 30. April 1953 in Würzburg) ist eine deutsche Klassische Archäologin.

## Leben
Sie studierte ab dem Wintersemester 1972/73 Klassische Archäologie, Alte Geschichte und Vor- und Frühgeschichte an der Universität Würzburg und wurde dort 1983 bei Erika Simon promoviert. Ihre Forschungsgebiete sind die antike Ikonographie sowie die antike Glyptik. Verheiratet mit dem Psychiater Heinz Weiß, hat sie sich auch mit der Antikensammlung von Sigmund Freud beschäftigt.

## Veröffentlichungen (Auswahl)
- Griechische Flußgottheiten in vorhellenistischer Zeit (= Beiträge zur Archäologie 17). Triltsch, Würzburg 1984, ISBN 3-87825-040-1 (Dissertation, mit Lebenslauf).
- Corpus Vasorum Antiquorum Deutschland Band 60. Karlsruhe, Badisches Landesmuseum 3. C. H. Beck, München 1990, ISBN 3-406-34689-8.
- Antike Gemmen in deutschen Sammlungen. Die antiken Gemmen der Sammlung Friedrich Julius Rudolf Bergau im Germanischen Nationalmuseum, Nürnberg. Verlag des Germanischen Nationalmuseums, Nürnberg 1996, ISBN 3-926982-45-4.
- Die antiken Gemmen der Sammlung Heinrich Dressel in der Antikensammlung Berlin. Ergon-Verlag, Würzburg 2007, ISBN 978-3-89913-552-7.
- mit Erika Simon (Hrsg.): Folia in memoriam Ruth Lindner collecta. J. H. Röll, Dettelbach 2010, ISBN 978-3-89754-348-5.
- Die Gemmen der Sammlung James Loeb (= Forschungen der Staatlichen Antikensammlungen und Glyptothek 1, Supplement). Kunstverlag Josef Fink, Lindenberg i. Allg. 2012, ISBN 978-3-89870-738-1.
- Ein göttliches Kind. Zu den Fragmenten mit der Geburt und der Entdeckung des Erichthonios Leipzig, Antikenmuseum der Universität T 654a.b. Festgabe anlässlich der Winckelmannsfeier des Instituts für Klassische Archäologie der Universität Leipzig, Leipzig am 16. Dezember 2013. Leipzig 2013.